# Абакумово (Рамешковский район)
Абакумово  — деревня в Рамешковском районе Тверской области.

## География
Находится в восточной части Тверской области на расстоянии приблизительно 16 км на северо-восток по прямой от районного центра поселка Рамешки.

## История
Известна с 1627—1629 годов как пустошь. В 1859 году 15 дворов, в 1887 — 28. В советское время работали колхозы «Красный труженик», «40 лет Октября» и совхоз «Заклинский». В 2001 году 4 дома принадлежали постоянным жителям, а 3 дома наследникам и дачникам. До 2021 года входила в состав сельского поселения Заклинье до его упразднения.

## Население
Численность населения: 121 человек (1859 год), 138 (1887), 119 (1936), 11 (1989), 10 (русские 100 %) в 2002 году, 8 в 2010.